# Open 13 Provence 2019
L'Open 13 Provence 2019 è stato un torneo di tennis giocato sul cemento indoor. È stata la 27ª edizione del torneo facente parte dell'ATP Tour 250 nell'ambito dell'ATP Tour 2019. Si è giocato al Palais des Sports di Marsiglia, in Francia, dal 18 al 24 febbraio 2019.

## Partecipanti

### Teste di serie
| Nazionalità | Giocatore          | Ranking* | Testa di serie |
| ----------- | ------------------ | -------- | -------------- |
| Grecia      | Stefanos Tsitsipas | 12       | 1              |
| Croazia     | Borna Ćorić        | 13       | 2              |
| Belgio      | David Goffin       | 21       | 3              |
| Canada      | Denis Shapovalov   | 25       | 4              |
| Spagna      | Fernando Verdasco  | 26       | 5              |
| Francia     | Gilles Simon       | 31       | 6              |
| Francia     | Gaël Monfils       | 33       | 7              |
| Francia     | Jérémy Chardy      | 35       | 8              |

* Ranking all'11 febbraio 2019.

### Altri partecipanti
I seguenti giocatori hanno ricevuto una wild card per il tabellone principale:
- Antoine Hoang
- Ugo Humbert
- Jo-Wilfried Tsonga

Il seguente giocatore è entrato in tabellone tramite il ranking protetto:
- Steve Darcis

I seguenti giocatori sono entrati in tabellone passando dalle qualificazioni:

- Matthias Bachinger
- Simone Bolelli
- Jahor Herasimaŭ
- Constant Lestienne

I seguenti giocatori sono entrati in tabellone come lucky loser:
- Grégoire Barrère
- Serhij Stachovs'kyj

### Ritiri
Prima del torneo
- Chung Hyeon → sostituito da  Serhij Stachovs'kyj
- Matthew Ebden → sostituito da  Denis Kudla
- Kyle Edmund → sostituito da  Peter Gojowczyk
- Márton Fucsovics → sostituito da  Jiří Veselý
- Pierre-Hugues Herbert → sostituito da  Hubert Hurkacz
- Karen Chačanov → sostituito da  Ernests Gulbis
- Gaël Monfils → sostituito da  Grégoire Barrère
- Andy Murray → sostituito da  Andrej Rublëv

## Campioni

### Singolare
Stefanos Tsitsipas ha sconfitto in finale  Michail Kukuškin con il punteggio di 7-5, 7–6(5).
- È il secondo titolo in carriera per Tsitsipas, primo della stagione.

### Doppio
Jérémy Chardy /  Fabrice Martin hanno sconfitto in finale  Ben McLachlan /  Matwé Middelkoop con il punteggio di 6-3, 6(4)–7, [10-3].